# Mister Magoo's Christmas Carol
Mister Magoo's Christmas Carol este un film muzical animat din 1962. Acesta este o adaptare după romanul Colind de Crăciun al lui Charles Dickens din 1843 și prezintă personajul Mr. Magoo⁠(d) în rolul lui Ebenezer Scrooge⁠(d). A fost difuzat pentru prima dată pe 18 decembrie 1962 pe NBC și a fost primul lungmetraj animat de Crăciun produs special pentru televiziune.
Jim Backus a fost vocea lui Magoo, iar celelalte personaje au fost interpretate de Paul Frees⁠(d), Morey Amsterdam⁠(d), Joan Gardner⁠(d) și Jack Cassidy. Animația este regizată de Abe Levitow⁠(d) și cuprinde melodii compuse de Jule Styne⁠(d) cu versuri de Bob Merrill⁠(d). Walter Scharf⁠(d) a aranjat și a dirijat muzica filmului.

## Rezumat
Domnul Magoo se îndreaptă spre un teatru de pe Broadway, unde urmează să interpreteze rolul lui Ebenezer Scrooge într-o piesă de teatru muzical inspirată de cartea Colind de Crăciun. Din cauza miopiei sale, Magoo întârzie 30 de minute și îl rănește din greșeală pe regizor („It’s Great to Be Back on Broadway”).
Scrooge este un cămătar⁠(d) avar din Londra victoriană. În Ajunul Crăciunului, acesta își numără câștigurile obținute, în timp ce slujbașul său, Bob Cratchit⁠(d), este prost plătit și nu primește cărbune pentru a-și încălzi încăperea ("Ringle, Ringle"). După ce refuză să doneze bani pentru săraci, acesta îi permite cu ezitare lui Cratchit să-și ia liber de Crăciun. Scrooge pleacă spre casă și se pregătește de culcare, dar este vizitat de fantoma partenerului său de afaceri, Jacob Marley⁠(d), mort acum șapte ani. Marley este prins în lanțuri grele, pedeapsă pentru faptele săvârșite în timpul vieții, și îl avertizează pe Scrooge că aceeași soartă îl așteaptă dacă ignoră sfaturile celor trei spirite care îl vor vizita pe parcursul nopții.
Primul spirit - Fantoma Crăciunului Prezent⁠(d) - își face simțită prezența la ora 1 și îl duce la familia ajutorului său care se simte binecuvântată în ciuda greutăților financiare („The Lord's Bright Blessing”). Spectrul îl avertizează pe Scrooge că mezinul familiei - Tiny Tim⁠(d) - este bolnav și nu va supraviețui până la următorul Crăciun dacă lucrurile rămân așa cum sunt.
Al doilea spirit - Fantoma Crăciunului Trecut⁠(d) - îl vizitează pe Scrooge și duce în perioada copilăriei sale, unde ni se dezvăluie că acesta nu avea prieteni ("Alone in the World"). În același timp, îl arată cum dragostea sa pentru bani i-a distrus căsnicia cu Belle („Winter Was Warm”).
Scrooge întâlnește Fantoma Crăciunului Viitor⁠(d) și i se prezintă trecerea în neființă a unui bărbat urât de cei din jur. Acesta își vede servitoarea⁠(d), spălătoreasa⁠(d) și antreprenorul local de pompe funebre⁠(d) cum vând bunurile sale unui escroc pe nume Bătrânul Joe ("We're Despicable (Plunderer's March)"). Scrooge îl imploră să-i arate ceva pozitiv legat de moarte, însă îi dezvăluie că Tiny Tim a murit. Spiritul îl duce într-un cimitir și îi arată propria piatră funerară, dezvăluind că răposatul este Scrooge însuși. Cuprins de frică, acesta regretă modul în care și-a trăit viață și se pocăiește ("Alone in the World (Reprise)").
Scrooge se trezește un om renăscut în dimineața de Crăciun. Îi întâlnește pe bărbații cărora le-a refuzat donația în ziua precedentă și le oferă o sumă considerabilă de bani, apoi îi trimite lui Cratchit un imens curcan pentru masa de Crăciun. Mai târziu, acesta îl vizitează pe Cratchit pentru a-i oferi o mărire de salariu și pentru a-l ajuta pe Tiny Tim să se însănătoșească ("The Lord's Bright Blessing (Reprise)").
Piesa se încheie și publicul aplaudă. Magoo îl aduce pe regizor pe scenă, dar recuzita, luminile și decorul scenei cad peste el. Magoo exclamă mândru „Oh, Magoo, ai făcut-o din nou, și Dumnezeule, i-am dat pe spate!”, apoi urează atât publicului său, cât și publicului din fața televizorului un Crăciun Fericit .

## Distribuție
- Jim Backus - Mr. Magoo/ Ebenezer Scrooge
  - Marie Matthews - tânărul Ebenezer Scrooge
- Morey Amsterdam - Brady, James
- Jack Cassidy - Bob Cratchit, Dick Wilkins
- Royal Dano - Jacob Marley, Bătrânul Joe (melodie) [6]
- Paul Frees - Charity Man, Fezziwig, Bătrânul Joe (voce), Antreprenorul de pompe funebre, Regizor
- Joan Gardner - Tiny Tim, Fantoma Crăciunului Trecut, Femeia de serviciu
- John Hart⁠(d) - Billings, manager de scenă, Lăptarul
- Jane Kean⁠(d) - Belle
- Laura Olsher - Doamna Cratchit, spălătoreasa
- Les Tremayne⁠(d) - Fantoma Crăciunului Prezent[7]

## Melodii
1. "It's Great to Be Back on Broadway"
2. "It's Great to Be Back on Broadway (Reprise)"
3. "Ringle, Ringle"
4. "The Lord's Bright Blessing"
5. "Alone in the World"
6. "Winter Was Warm"
7. "We're Despicable (Plunderer's March)"
8. "Alone in the World (Reprise)"
9. "Ringle, Ringle (Reprise)"
10. "The Lord's Bright Blessing (Reprise)"
11. "Winter Was Warm (End Credits)"